# SAR-Klasse GL
Die Lokomotiven der Klasse GL der South African Railways (SAR) sind die größten Garratt-Dampflokomotiven, die jemals für Südafrika gebaut worden sind, und mit einer Zugkraft von mehr als 40 t die zugkräftigsten Dampflokomotiven der südlichen Hemisphäre.

## Geschichte
Über die Elektrifizierung der Natal Main Line zwischen Durban und Glencoe wurde bereits 1914 nachgedacht, der Gedanke aber wegen des Ausbruchs des Ersten Weltkriegs wieder verworfen. Die Arbeiten begannen erst 1922 für das Teilstück nördlich von Pietermaritzburg, das 1926 durchgehend in Betrieb war. Die 1450-t-Kohlenzüge von den Gruben in Glencoe wurden mit drei von der schweizerischen Industrie entwickelten Lokomotiven der Klasse 1E bespannt. Auf dem noch nicht elektrifizierten Abschnitt zwischen Pietermaritzburg und Durban wurden diese Züge von zwei 2'D1'-Dampflokomotiven der Klasse 14 gezogen. Da die Strecke ein Engpass war, beschloss die SAR, zur Überbrückung der Zeit bis zur Vollendung der Elektrifizierung Garratt-Lokomotiven zu beschaffen, welche die Züge vom elektrisch betriebenen Abschnitt übernehmen konnten, ohne zwei Lokomotiven im Vorspannbetrieb einsetzen zu müssen.

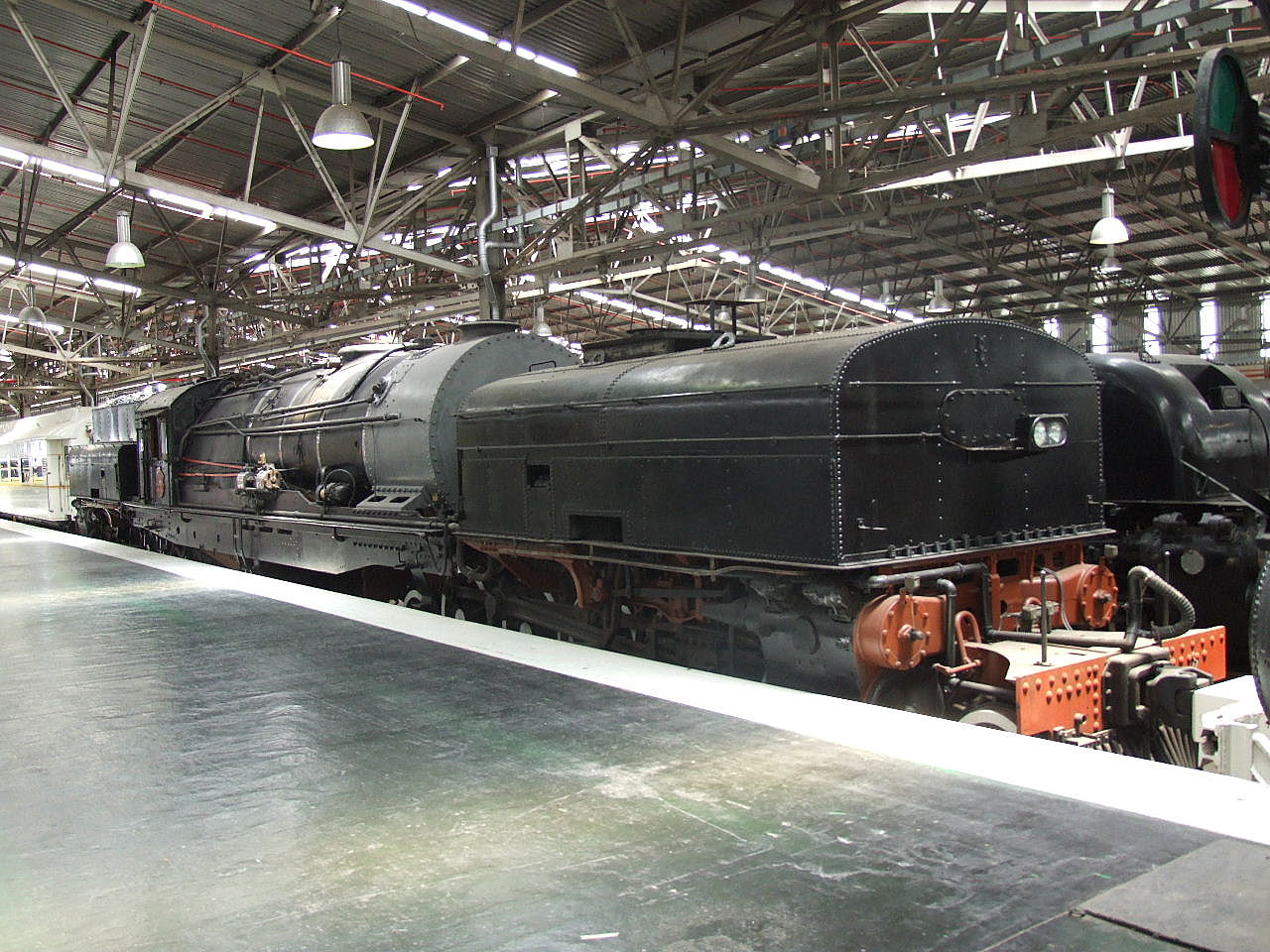
Im Outeniqua Transport Museum ausgestellte GL Nr. 2351

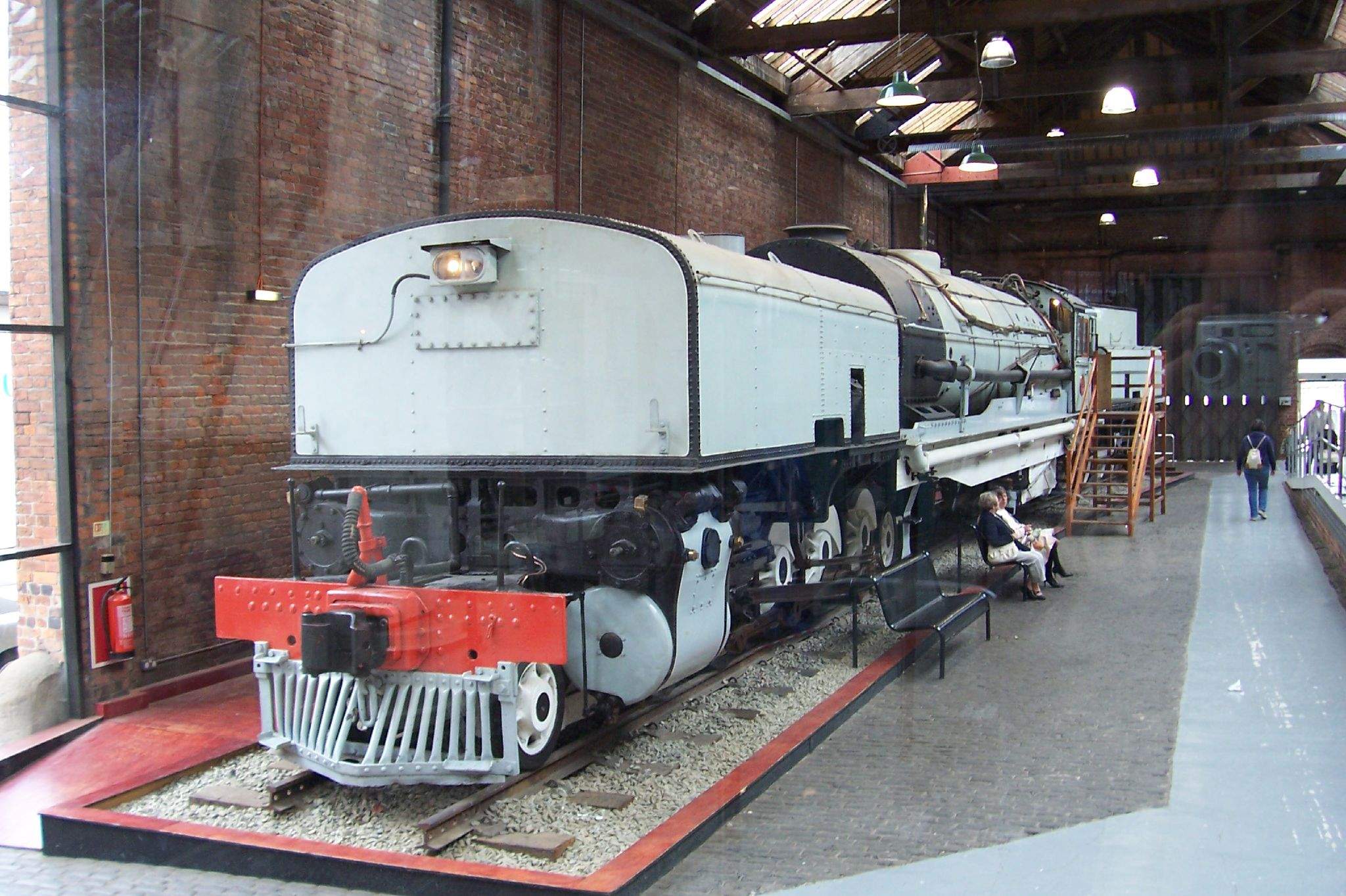
Im Museum of Science and Industry ausgestellte GL Nr. 2352

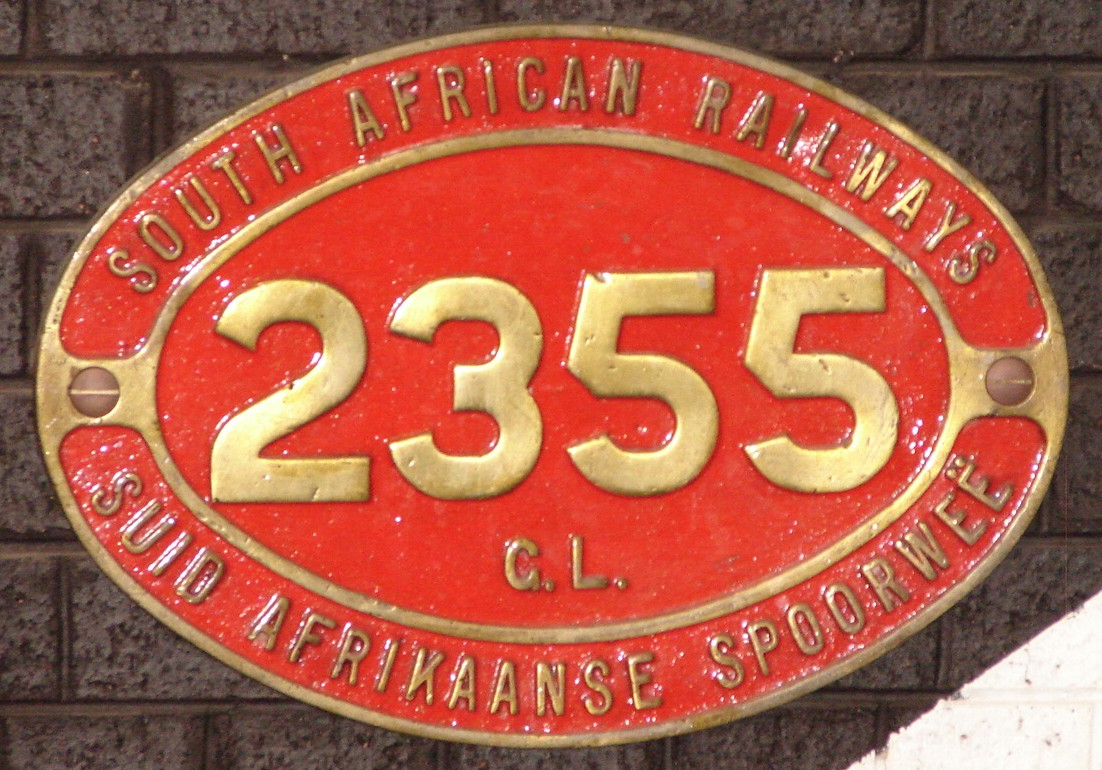
Nummernschild der GL Nr. 2355

Die vom SAR-Oberingenieur A.G. Watson geplante Lokomotive musste 50 % leistungsfähiger sein, als alle bisher gebauten Lokomotiven für Kapspur. Weil der Kesseldurchmesser mit 2,15 m mehr als das Doppelte der Spurweite betragen sollte, gab es Anlass zu Bedenken über die Standsicherheit und die Laufeigenschaft der Lokomotive. Es wurden zunächst nur zwei von Beyer-Peacock bestellt, die im Oktober 1929 in Dienst gestellt und ausgiebig erprobt wurden. Die Lokomotive konnte auf dem Abschnitt Cato Ridge–Durban Züge mit 1500 t bis 2000 t führen, in der Gegenrichtung zogen sie 1205 t über die Rampe, die eine praktisch durchgehende Steigung von 15 ‰ aufweist. Weil auch die Laufeigenschaften der Lokomotiven überzeugten wurden nach sieben Wochen Erprobung weitere sechs Lokomotiven bestellt.
Bis zum Abschluss der Elektrifizierungsarbeiten Ende 1936 blieben die Lokomotiven auf ihrer Stammstrecke im Einsatz; anschließend wurden sie vor Kohlenzügen zwischen Glencoe und Vryheid eingesetzt, wobei sie auf Steigungen bis zu 20 ‰ 1200 t schwere Züge ziehen mussten – mehr als die bei der Auslegung der Lokomotiven verlangte Leistung.
Auch diese Strecke wurde bis 1968 elektrifiziert, und die GL gelangten auf die Strecke zwischen Stanger und Empangeni. Dort waren sie jedoch nicht ausgelastet und wurden durch die kleineren Garratts der Klasse GMA/GMAM abgelöst. Nachdem ein erwogener Einsatz am Ablaufberg im Rangierbahnhof von Bloemfontein nicht zustande gekommen war, wurden die Lokomotiven 1972 ausgemustert.
Zwei Exemplare (Nr. 2351 und 2352) sind erhalten geblieben. Die Nr. 2351 war noch bis mindestens Ende der 1990er Jahre betriebsfähig und ist im Outeniqua Transport Museum in George ausgestellt; die Nr. 2352 steht im Museum of Science and Industry in Manchester.

## Technik
Die Klasse GL hat die Achsfolge (2'D1')(1'D2'), auch Double-Mountain genannt. Sie war für einen Minimalradius von 83,8 m ausgelegt und konnten auch Gegenkurven von 91,4 m Radius mit einer Überhöhung von 114 mm ohne Zwischengerade durchfahren. Aus diesem Grund wurde der Drehzapfen des vorderen Triebdrehgestells sphärisch ausgeführt, um Verspannungen der 27,6 m langen Lokomotive zu vermeiden.
Zylinder- und Treibraddurchmesser waren von der Klasse 14 übernommen worden. Die Triebdrehgestelle waren mit Barrenrahmen ausgeführt. Zweiachsige Laufdrehgestelle sorgten für einen guten Kurvenlauf. Der Antrieb erfolgte auf die dritte Kuppelachse, so dass lange in einem kleinen Winkel nach unten verlaufende Treibstangen verwendet werden konnten, die im Vergleich zu einem Antrieb auf die zweite Kuppelachse geringere senkrechte Kräfte auf den Kreuzkopf verursachten. Der Dampfkessel mit runder Stehkesseldecke und Feuerbüchswasserkammern wurden über einen Stoker mit Kohle befeuert. 12,2 t Kohle und 31,8 m³ Wasser konnten als Vorräte mitgeführt werden. Die Schornsteine der sechs nachgelieferten Lokomotiven hatten dampfbetätigte Schornsteinklappen für die Fahrt auf der tunnelreichen Strecke – eine Vorrichtung, die beim Versatz nach Vryheid wieder abgebaut wurde.